# سرجیو کابررا
سرجیو کابررا (به انگلیسی: Sergio Cabrera) (زادهٔ ۱۷ فوریهٔ ۱۹۸۵) شناگر اهل پاراگوئه است.